# Smalnäbbad inezia
Smalnäbbad inezia (Inezia tenuirostris) är en fågel i familjen tyranner inom ordningen tättingar.

## Utseende och läte
Smalnäbbad inezia är en liten och gråbrun tyrann med gulaktig undersida. Näbben är kort med orangefärgad näbbrot. Vidare syns ett svagt och vitaktigt ögonbrynsstreck och kontrasterande vita vingband. Könen är lika. Arten liknar sydlig dvärgtyrann, men denna har en tydligare huvudtofs, inte lika kontrasterande vingband och en kraftigare och mer böjd näbb. Sången består av en snabb drill.

## Utbredning och systematik
Fågeln förekommer från arida nordöstra Colombia till nordvästra Venezuela (Zulia, Falcón och norra Lara). Den behandlas som monotypisk, det vill säga att den inte delas in i några underarter.

## Levnadssätt
Smalnäbbad inezia är en vanlig fågel i torra områden med buskmarker och låga träd eller i kanten av mangroveskogar. Den ses ofta enstaka eller i par, mycket aktivt födosökande eller revirhävdande.

## Status och hot
Arten har ett stort utbredningsområde, men tros minska i antal, dock inte tillräckligt kraftigt för att den ska betraktas som hotad. Internationella naturvårdsunionen IUCN listar arten som livskraftig (LC).

## Namn
Den amerikanska ornitologen George Cherrie som beskrev artens släkte gav dem namnet Inezia för att hedra sin dotter Enriqueta Iñez Cherrie (född 1898).